# افغانستان در ۲۰۰۲
حوادث ذیل به ترتیب ماه‌ها در سال ۲۰۰۲ در افغانستان به‌وقوع پیوست.

## متولیان امور
- رئیس‌جمهور: حامد کرزی
- معاون: هدایت امین ارسلاء
- معاون: محمد فهیم
- معاون: نعمت‌الله شهرانی
- معاون: کریم خلیلی
- معاون: عبدالقدیر (تا ۶ ژوئیه)
- قاضی‌القضات: فضل هادی شینواری

## ژانویه

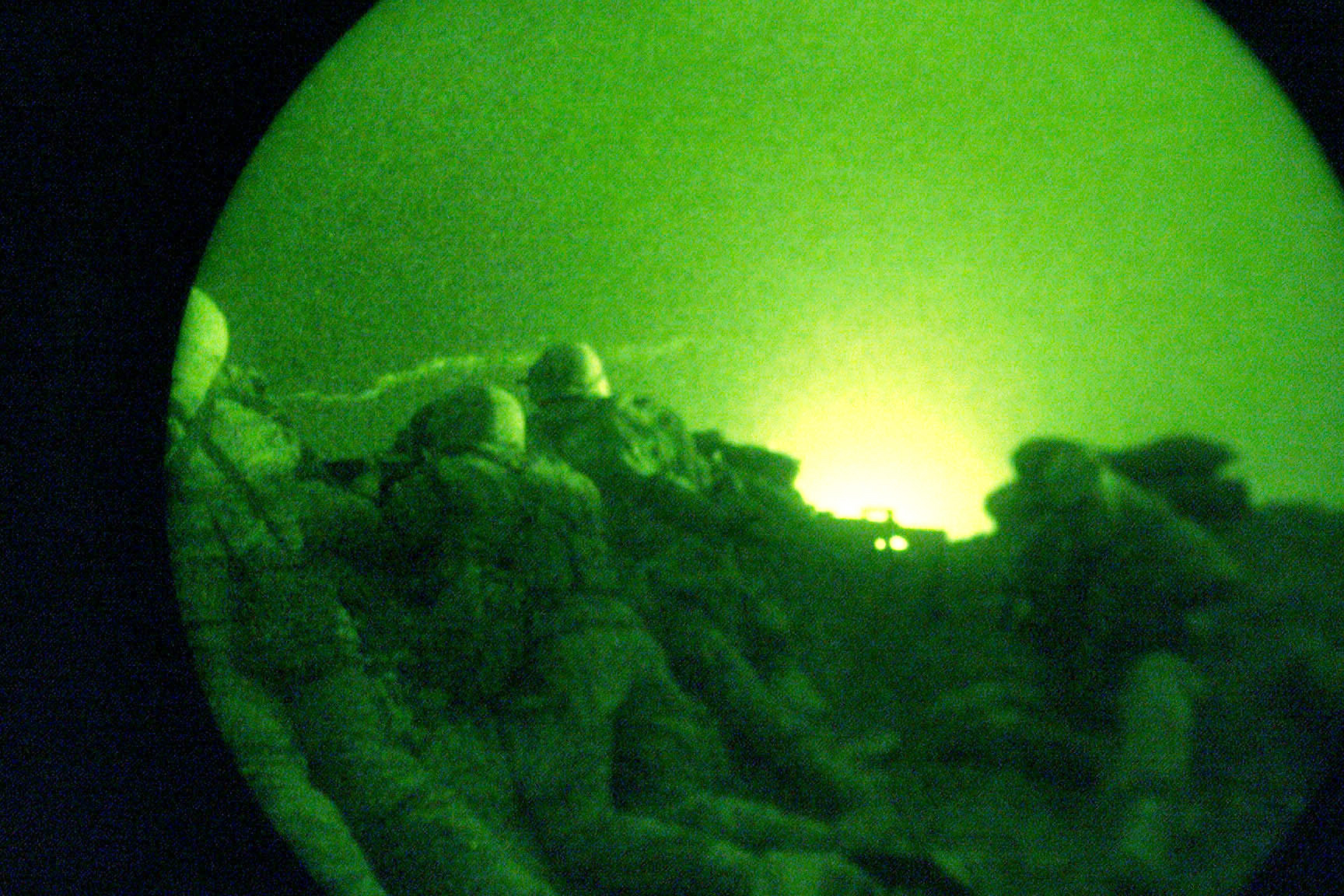
۱۰ ژانویه ۲۰۰۲ ، نیروهای گردان ۲۶ ارتش ایالات متحده در قندهار حین درگیری همزمان با برخاستن هواپیمای حامل نیروها آرایش دفاعی گرفته اند

۳ الی ۱۴ ژانویه – هواپیمای ایالات متحده آمریکا مجتمع مشکوک طالبان را در شرق افغانستان بمباران کرد.
جمعه، ۴ ژانویه – گروهبان اول ناتان راس چمپان اهل شهر سن آنتونیو، ایالت تکزاس در یک کمین مخالفان در شرق افغانستان کشته شد. او نخستین سرباز آمریکایی بود که بر اثر شلیک دشمن جان باخت. یک مأمور سی‌ای‌ای نیز زخم برداشت.
چهارشنبه، ۹ ژانویه – هفت نفر از نیروی دریایی ایالات متحده آمریکا در جریان نشست هواپیمای آن‌ها در پاکستان که با کوه برخورد کرد جان باختند. در ۳ ماه نخست حمله آمریکا بر افغانستان، ۱۵ سرباز آمریکایی جان خود را از دست دادند.
پنجشنبه، ۱۰ ژانویه ( در تصویر ) - نیروهای ایالات متحده هنگام برخاستن هواپیمای حامل آن‌ها در قندهار با افراد مسلح ناشناس درگیر شدند.

## فوریه
جمعه، ۱ فوریه – برف در فرودگاه بین‌المللی کابل باعث شد تا هواپیمای حامل حامد کرزی، رئیس دولت موقت افغانستان که او را پس از یک سفر یک هفته‌ای از ایالات متحده آمریکا و انگلستان به این کشور بازگردانده بود، در میدان هوایی بگرام نشست کند.
شنبه، ۲ فوریه – حامد کرزی، رئیس دولت مؤقت افغانستان کمیته ویژه‌ای را به منظور بررسی خشونت‌های فرقه‌ای که ثبات افغانستان را تهدید می‌کرد، ایجاد نمود. این کمیسیون ۹ نفری به ریاست امان‌الله زدران، وزیر سرحدات اقوام و قبایل، بی‌درنگ به‌وسیله هلی‌کوپتر عازم شهر گردیز در جنوب شرق افغانستان شدند؛ شهری که چند روز قبل شاهد اوج خشونت بود.

## مارس
شنبه، ۲ مارس – استنلی هریمن، افسر ارشد ارتش ایالات متحده و از گروه سوم نیروهای ویژه و دو افغان در یک حمله‌ای غیرعمدی و اشتباه جنگنده آمریکایی AC-130 که کاروان نظامی آن‌ها را به فکر دشمن کرد، کشته شدند. در حمله بر مواضع در عملیات اناکوندا، سه سرباز آمریکایی و ۱۴ سرباز افغان زخمی شدند. در نخست گزارش شده بود که آن‌ها با یک کمین برخورده اند.
یکشنبه، ۳ مارس: هفت سرباز آمریکایی بر اثر سرنگونی هلی‌کوپتر آن‌ها در جریان عملیات آناکوندا کشته شدند.
چهارشنبه، ۶ مارس: دو سرباز آلمانی و سه سرباز دنمارکی حین خنثی کردن موشک ضدهوایی SA-3 ساخت شوروی در نزدیکی فرودگاه کابل بر اثر وقوع انفجار کشته شدند و هشت نفر دیگر زخم برداشتند.

## آوریل
شنبه، ۲ آوریل – جنرال پرویز مشرف رئیس‌جمهوری پاکستان با حامد کرزی، رئیس دولت مؤقت افغانستان در کابل دیدار کرد؛ این نخستین دیدار یک رهبر پاکستانی پس از ۳۰سال در کابل بود. این دو رهبر سعی داشتند روابط میان کشورهای شان را بهبود بخشند و برای تقویت ثبات در افغانستان با همدیگر همکاری کنند.
چهار شنبه، ۳ آوریل – توافق‌نامه سه‌جانبه میان ایران، افغانستان و کمیساری عالی سازمان ملل متحد در امور پناهندگان پیراموان بازگردانیدن پناه‌جویان در جنوا به امضاء رسید.
شنبه، ۶ آوریل – سه متخصص مواد منفجره دنمارکی و دو آلمانی حین خنثی کردن موشک‌های ضدهوایی SA-3 ساخت شوروی در نزدیکی میدان هوایی کابل کشته شدند و هشت نفر دیگر جراحت برداشتند. در نوامبر ۲۰۰۲، یکی از گزارش‌گران دنمارکی- آلمانی گزارش داد که متخصصان مواد منفجره مقررات ایمنی را هنگام خنثی سازی دو موشک رعایت نکردند. در مارس ۲۰۰۳، دو افسر دنمارکی به اتهام سهل‌انگاری مواجه شدند.

## می
چهارشنبه، ۱ می ۲۰۰۲ – یک کلاه سبز- سرباز نیروهای ویژه آمریکایی- در نزدیکی بگرام زخمی شد.
یکشنبه، ۱۹ می – یکی از سربازان نیروهای آمریکایی در درگیری نزدیک به ولسوالی شکین، ولایت پکتیکا به قتل رسید.
دوشنبه، ۲۰ می – ژاپن حمایت لوژیستیکی خود را در مبارزه علیه تروریسم به رهبری ایالات متحده در داخل و اطراف افغانستان شش ماه دیگر تمدید کرد.
چهارشنبه، ۲۲ می: هواپیماهای آمریکایی گروهی از شبه نظامیان مظنون را در نزدیکی مرز با پاکستان بمباران کردند.
پنج‌شنبه، ۳۰ می: دو فروند C-130 هرکولس که مواد غذایی را در ماه زمستان به ولایت غور در مرکز افغانستان می‌بردند، به پایگاه آفریقایی خود بازگشتند. آنها تقریباً هر روز طی پنج ماه میان هرات یا مشهد، ایران و غور رفت و آمد می‌کردند و ۶۴۰۰ تُن غذا و بذر را به بیش از ۴۶۰۰۰۰ افغان توزیع می‌نمودند.

## ژوئن
یکشنبه، ۱ ژوئن – سربازان ایالات متحده یک جنگ‌جوی مشکوک دشمن را در نزدیکی لوارا به قتل رسانیدند.
سه شنبه، ۱۸ ژوئن – یک گروه ناشناس چندین فیر راکت را به داخل شهر کابل شلیک کردند که چندین راکت در نزدیکی سفارت ایالات متحده فرود آمد. سربازان نیروهای ویژه ایالات متحده دو مرد مسلح را که در ولسوالی‌ترین کوت بر آن‌ها حمله کردند، کشتند. در جای دیگر، سربازان نیروهای ویژه ایالات متحده همراه با ۴۰ سرباز افغان پس از حمله در نزدیکی شکین، خواستار حمایت عاجل هوایی شدند.
دوشنبه، ۲۴ ژوئن – نیروهای ایالات متحده پس از قرار گرفتن زیر شلیک راکت در نزدیکی جلال‌آباد، خمپاره شلیک کردند و خواستار حمایت عاجل هوایی شدند.

## ژوئیه
دوشنبه، ۱ ژوئیه – یک هواپیما B-52 آمریکایی به مغاره‌ها و پناه‌گاه‌های مشکوک القاعده و طالبان در مرکز ولایت ارزگان حمله کرد. از سوی دیگر، یک جنگنده AC-130 نیز چندین روستا را مورد حمله هوایی قرار داد. مقامات آمریکایی اعلام کردند که آن‌ها باور دارند مواضع دقیق دشمن را هدف قرار دادند اما مقامات افغان گفتند که در یک محفل عروسی ۴۸ غیرنظامی کشته و ۱۱۷ نفر زخمی شدند. ایالات متحده اذعان داشت که هواپیمای آن‌ها از سوی مردم محل مورد حمله قرار گرفت، هرچند هیچ تسلیحات ضد هواپیما در محل دیده نشده بود.
یکشنبه، ۲ ژوئیه – یک سرباز آمریکایی پس از این‌که کاروان آمریکایی در نزدیکی یک بیمارستان در قندهار مورد تیراندازی قرار گرفت، زخم سطحی برداشت.

## اوت
دوشنبه، ۵ اوت – نیروهای ویژه ایالات متحده دو نفر را پس از تیراندازی در نزدیکی اسدآباد به قتل رسانیدند.
سه‌شنبه، ۶ اوت – سربازان آمریکایی چهار نفر را در یک موتور پس از آن به گلوله بستند که یکی از سرنشینان آن سعی کرد به سمت سربازان آمریکایی شلیک کند.
چهارشنبه، ۷ اوت – حد اقل ۱۵ نفر در حملهٔ افراد مسلح القاعده بر یک پایگاه ارتش در حومه جنوبی کابل کشته شدند.
جمعه ۹ اوت – یک موتور بم‌گذاری شده در انبار یک شرکت ساختمانی در جلال‌آباد انفجار کرد که ۲۵ کشته و ۸۰ زخمی برجای گذاشت.

## سپتامبر
پنجشنبه، ۵ سپتبر – یک موتور بم‌گذاری شده در مرکز شهر کابل، افغانستان انفجار کرد که در آن بیش از ۳۰ افغان کشته شدند.
- حامد کرزی، رئیس‌جمهور افغانستان مورد سوء قصد قرار گرفت و با عث شد که محافظان افغان خود را با نیروهای ویژه ایالات متحده تعویض کند.
- در این حادثه یک سرباز نیروی ویژه ایالات متحده بر اثر شلیک گلوله زخم سطحی برداشت.[۸]

چهارشنبه، ۱۱ سپتامبر – سربازان آمریکایی در بگرام، مردی مسلح را که به یک برج نگهبان حمله کرده بود، زخمی کردند.
۱۵ سپتامبر – دو سرباز آمریکایی بر اثر انفجار بمب در شرق افغانستان زخم برداشتند.

## اکتبر
۵ اکتبر – یک سرباز آمریکایی در شمال غرب قندهار بر اثر شلیک گلوله به سمت هلی‌کوپتر زخمی شد و سربازان داخل هلی‌کوپتر در تیراندازی متقال یک مهاجم را از پا درآوردند و دیگری را زخمی کردند.
سه شنبه، ۱۵ اکتبر – در جریان حمله موشکی در لوارا، یک فیر موشک به پناه‌گاه بزرگ ایالات متحده اصابت کرد. سپس نیروهای ایالات متحده سه فرد مشکوک را در پیوند به این قضیه دستگیر کردند.
چهارشنبه، ۲۳ اکتبر - شلیک خمپاره به یک اردوگاه ایالات متحده در اسدآباد صورت گرفت.
- سه سرباز اهل زیلاند جدید بر اثر برخورد وسیله نقلیه آن‌ها با ماین کنار جاده در نزدیکی فراه مجروح شدند.[۱۳]

## نوامبر
در ماه نوامبر، ارتش ایالات متحده از وقوع ۶۰ حمله به نیروهای خود گزارش داد که از ۵ ژوئیه بدین‌سو صورت گرفته بود.
جمعه، ۱ نوامبر – در حدود ۶۰ کیلومتری شرق خوست، در گردیز سه راکت بعد از نیمه شب تقریباً در یک کیلومتری جنوب غربی محل سربازان نیروهای ویژه ایالات متحده، منفجر شد.
- دو راکت ۱۰۷ ملی‌متری قبل از بامداد در ۵۰۰ متری کمپ سالرنو در نزدیکی شهر خوست انفجار کرد. انفجار دیگری ۱۰ دقیقه بعد در نزدیکی میدان هوایی نظامی چمپن صورت گرفت.
- سخن‌گوی صندوق جمعیت سازمان ملل متحد گزارش داد که روزانه ۵۰ زن در افغانستان حین ولادت جان خود را از دست می‌دهند. در برخی از نقاط کشور، زنان اجازه نداشتند از سوی دکتران مرد تداوی شوند.

## دسامبر
یکشنبه، ۱ دسامبر – یک گروه مسلح افغان که در حال گشت زنی در بیرون از پایگاه هوایی شیندند بودند، گروه دیگری از افغان‌های مسلح در کنار خیابان متوقف کردند. سپس گروه دوم به سمت سربازان گشت زن شلیک نمودند و سر بازان آمریکایی که در داخل پایگاه هوایی بودند نیز مورد تیراندازی افراد مسلح قرار گرفتند. نیروهای آمریکایی نیز در واکنش به این حمله به سمت آن‌ها تیراندازی نمودند و هنگامی‌که مهاجمان رو به فرار بودند، خواستار کمک هوایی شدند. سپس بمب افکن B-52 هفت بمب هدایت شونده لیزره ۲۰۰۰ پوندی را بر آن‌ها پرتاب کرد و حداقل هفت آن‌ها را از پا درآورد.